# Panel cerámico de Nuestra Señora del Carmen (Castellón de la Plana)
El panel cerámico de Nuestra Señora del Carmen es un panel cerámico devocional o capillita callejera ubicada en Castellón de la Plana (España). Se emplaza en su lugar original, una casa de tipología tradicional sita en la calle San Roque n.º 19 de la Capital de la Plana. Estas capillitas dedicadas a una devoción cristiana se popularizaron a mediados del siglo XVIII como una forma de religiosidad popular y emplearon azulejos para representar las imágenes debido prestigio del material en la época, su pervivencia en el tiempo y a la facilidad para ser ejecutados por ceramistas dibujando a mano como si se tratara de un lienzo para un cuadro en un caballete.
Se cree que en toda el municipio de Castellón existen alrededor de 50 paneles cerámicos devocionales de todas las épocas. Los 7 más antiguos, es decir los que sobrevivieron a las corrientes iconoclastas y estéticas de principios del siglo XX, y al anticlericalismo que sufrió la ciudad en agosto de 1936 en los albores de la guerra civil española, fueron declarados en 2017 Bienes de relevancia local de forma genérica por la reforma de la Ley de Patrimonio Cultural Valenciano, y por ello incluidos en el Catálogo de protecciones del patrimonio etnológico del Ayuntamiento de Castellón aprobado en 2021.

## Descripción
Se sitúa en el lado izquierdo de la fachada de la vivienda, justo donde comienza la primera planta y al lado del balcón de la misma. Se encuentra dentro de una hornacina empotrada en el muro de 88 x 60 cm cuya parte superior simula una bóveda rebajada y una profundidad de 30 cm, disponía de un voladizo simulando ser un tejado a dos aguas del que apenas se conserva su parte izquierda, sobre el panel cae un sencillo farol de hierro.
Está formado por 9 azulejos de 20 x 20 cm dispuestos en tres líneas verticales y tres horizontales, que parecen estar fabricados en un taller local a finales del siglo XIX. La imagen representa a la Virgen del Carmen en posición elevada sobre un conjunto de personas que levantan la vista para contemplarla, en él predominan los colores amarillos y azules presentando además un borde en azul oscuro. En la parte inferior figura el nombre de la advocación «N.ª S. ª DEL CARMEN» dentro de una cartela.
Presenta un estado de conservación deficiente con alguna rotura y grietas en las juntas de los azulejos, además diverso cableado en la zona perjudica su entorno. Su visibilidad es buena.